# Джайлс Барнс
Джайлс Барнс (англ. Giles Barnes; нар. 5 серпня 1988, Баркінг і Дагенем) — ямайський футболіст, півзахисник. По завершенні ігрової кар'єри — футбольний тренер.
Виступав, зокрема, за клуб «Дербі Каунті», а також національну збірну Ямайки.

## Клубна кар'єра
У дорослому футболі дебютував 2005 року виступами за команду клубу «Дербі Каунті», в якій провів чотири сезони, взявши участь у 82 матчах чемпіонату. Більшість часу, проведеного у складі «Дербі Каунті», був основним гравцем команди.
Згодом з 2009 по 2013 рік грав у складі команд клубів «Фулгем», «Вест-Бромвіч Альбіон», «Донкастер Роверз» та «Х'юстон Динамо» у складі останнього був фіналістом Кубка MLS у 2012.
До складу клубу «Ванкувер Вайткепс» приєднався 2016 року. У складі канадців відіграв 10 матчів.
25 лютого 2017 перейшов до клубу «Орландо Сіті».
9 січня 2018 перейшов до мексиканського клубу «Леон».
13 липня 2018 року Джайлс підписав шестимісячний контракт з клубом «Колорадо Репідз».
Завершив свою кар'єру футболіста в індійській команді «Гайдарабад».

## Виступи за збірні
2006 року дебютував у складі юнацької збірної Англії, взяв участь у 12 іграх на юнацькому рівні, відзначившись 7 забитими голами.
На початку 2015 року отримав запрошення виступати за національної збірної Ямайки, його рідні дід та баба родом з Ямайки. Наразі провів у формі головної команди країни 2 матчі, забивши 1 гол.
У складі збірної був учасником розіграшу Золотого кубка КОНКАКАФ 2015 року в США та Канаді, де разом з командою здобув «срібло», розіграшу Кубка Америки 2015 року в Чилі, розіграшу Кубка Америки 2016 року в США.

## Кар'єра тренера
З 2022 року асистент головного тренера жіночої команди «Орландо Прайд».

## Титули і досягнення
- Срібний призер Золотого кубка КОНКАКАФ: 2015